# Кундінамарка
Департамент Кундінамарка (ісп. Departamento de Cundinamarca) — департамент в Колумбії, один з дев'яти департаментів, що складали колишні «Сполучені штати Колумбії». Розташований в центральній частині країни, межує з департаментами Мета, Уїла, Толіма, Кальдас і Касанаре. Столиця — столиця країни місто Богота.